# 2009 en Suède
Chronologie de la Suède
- 2005
- 2006
- 2007
- 2008
- 2009
- 2010
- 2011
- 2012
- 2013

## Chronologie

### Janvier 2009
- Mardi 6 janvier 2009 : le constructeur de voitures de sport et de luxe allemand, Porsche, contrôle désormais 50,76 % de son compatriote Volkswagen, no 1 européen de l'automobile. Détenant jusqu'à présent 42 % des actions, Porsche est contraint par le droit suédois de lancer une offre sur l'ensemble du capital du constructeur de poids lourds, Scania, dont Volkswagen est l'actionnaire majoritaire, même s'il n'a pas d'intérêt stratégique pour Scania.

- Mardi 13 janvier 2009 : le groupe Volvo annonce la suppression de 1 620 emplois en Suède, dont 1 020 dans sa branche Volvo Trucks (poids lourds).

### Février 2009
- Lundi 2 février 2009 : selon le Commissaire européen aux Affaires économiques, Joaquin Almunia, il existe une « forte possibilité » pour que le Royaume-Uni rejoigne la zone euro, et  qu'il était également possible que d'autres pays comme la Suède ou le Danemark rejoignent la monnaie unique, mais sans avancer de date sur ces éventuelles futures adhésions.

- Mardi 3 février 2009 : le groupe aérien Scandinavian Airlines System, plombé par sa filiale espagnole Spanair, en perte en 2008, annonce  une vaste restructuration avec une augmentation de capital d'environ 6 milliards de couronnes suédoises (560 millions d'euros).

- Jeudi 5 février 2009 : la Suède, qui escomptait fermer son parc nucléaire d'ici à une trentaine d'années, lève  le moratoire sur de nouvelles constructions de centrales. La coalition gouvernementale de centre-droit au pouvoir depuis octobre 2006, était initialement opposée à l'énergie nucléaire pour des raisons environnementales, mais les  quatre partis conservateurs au pouvoir sont parvenus à un accord sur la politique énergétique, ce qui signifie que le moratoire est levé. L'énergie nucléaire représente près de la moitié de la production d'électricité de la Suède. Initialement, le pays prévoyait un plan de sortie du nucléaire qui devait prendre une trentaine d'années ou jusqu'à ce que les infrastructures arrivent en bout de course. Depuis 1999, il avait arrêté deux de ses douze réacteurs nucléaires. Le plan suédois prévoit aussi de miser sur les énergies renouvelables, éolienne surtout.

- Mercredi 11 février 2009 : le groupe d'aciers spéciaux SSAB annonce un bénéfice net 2008 record de 6,99 milliards de couronnes suédoises (648 millions d'euros) en hausse de 50 % par rapport à 2007. Le bénéfice d'exploitation  bondit de 20 % à 9,5 milliards et le chiffre d'affaires grimpe de 34 % à 54,32 milliards. Cependant, « le quatrième trimestre 2008 a été très inférieur à celui de 2007 […] la demande a baissé dans toutes les branches et dans toutes les zones géographiques », le bénéfice net plongeant de 39,7 % et bénéfice opérationnel plongeant de 62 % alors que le chiffre d'affaires progresse de 7 % en rythme annuel.

- Vendredi 13 février 2009 : l'avionneur Saab annonce une perte nette 2008 de 242 millions de couronnes suédoises (22,4 millions d'euros) contre un bénéfice net de 1,9 milliard en 2007 en raison du net ralentissement de ses activités. Cependant le  chiffre d'affaires a été en hausse de 3 % à 23,79 milliards KS (2,2 milliards €).

- Lundi 16 février 2009 : ouverture du  procès de la célèbre plate-forme de téléchargement « The Pirate Bay » à Stockholm.  Les quatre responsables du site sont accusés de « promouvoir les violations par d'autres personnes des lois protégeant les droits d'auteur ». Ils risquent un an d'emprisonnement et de lourdes amendes. Les industriels du disque, du cinéma et du jeu vidéo leur demandent également 9 millions d'euros de dommages et intérêts, en raison du manque à gagner entraîné par les téléchargements.

- Mercredi 18 février 2009 : le gouvernement suédois confirme qu'il refuse de devenir actionnaire du constructeur automobile Saab, après l'annonce par General Motors de son désengagement  d'ici 2010 et sa menace d'une faillite immédiate en l'absence d'aide publique. La vice-première ministresse, Maud Olofsson, responsable du portefeuille des entreprises et de l'énergie dans le gouvernement de Fredrik Reinfeldt  déclare : « Les électeurs m'ont choisi parce qu'ils veulent des crèches, des hôpitaux et des policiers. Pas pour acheter des constructeurs automobiles, qui font des pertes ».

- Jeudi 26 février 2009 : les salariés de Saab, filiale européenne de General Motors manifestent à Trollhättan (sud-ouest), principal site du constructeur avec 3 700 salariés, en présence de la chef de l'opposition sociale-démocrate Mona Sahlin. GM a annoncé vouloir se séparer de Saab.

- Vendredi 27 février 2009 : selon le Bureau des statistiques, la Suède, déjà en récession, connaît son troisième trimestre de baisse du produit intérieur brut avec une baisse de 2,4 % au quatrième trimestre.

### Mars 2009
- Jeudi 5 mars 2009 : l'équipementier automobile Plastal, un des principaux fournisseurs de composants plastiques pour l'automobile européenne, est déclaré en faillite. Il est détenu à plus de 90 % par le fonds d'investissement nordique Nordic Capital et  emploie 6 000 personnes principalement en Europe. Le sous-traitant a été frappé par l'effondrement des volumes commandés et par les garanties financières qu'il a dû assumer à la place de certains de ces clients.

- Jeudi 12 mars 2009 : le constructeur automobile Saab, actuellement en procédure de sauvegarde pour éviter la faillite, annonce la suppression de  750 emplois sur les 4 100 employés de son principal site de production en Suède.

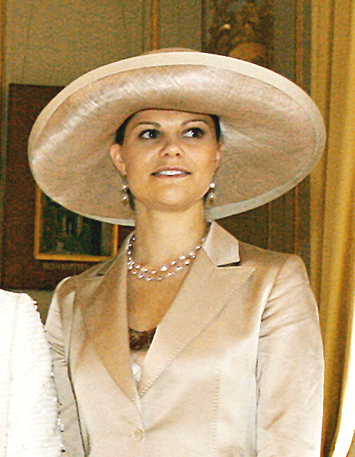
Victoria de Suède
(Septembre 2007)

- Lundi 23 mars 2009 : le Palais royal annonce que la date du mariage entre la princesse héritière de Suède Victoria de Suède (31 ans) et l'ancien entraîneur sportif, Daniel Westling (35 ans), sera célébré le 19 juin 2010 à Stockholm. Daniel Westling, propriétaire de salles de gymnastique de luxe, recevra le titre de prince Daniel, duc de Västergötland[1].

- Mercredi 25 mars 2009 : le gouvernement suédois estime que l'avenir du constructeur automobile Saab est entre les mains de General Motors, qui en a pris le contrôle en 2000, mais qui espérait une aide du gouvernement d'union de centre-droit du premier ministre Fredrik Reinfeldt. Dès son arrivée au pouvoir, en octobre 2006, la coalition gouvernementale avait choisi de vendre les participations de l'État (OMX, Bourse nordique, TeliaSonera et Absolut).

- Vendredi 27 mars 2009 : le Bureau des crimes économiques (EBM) annonce l'inculpation de 6 hommes, cinq Suédois et un Danois, suspectés d'avoir gagné près de 130 millions de couronnes (12 millions d'euros) via des délits d'initiés. Selon le procureur : « Il s'agit de la plus grande affaire de délit d'initiés en Suède tant pour le nombre de personnes concernées que le montant des gains ». Les suspects, qui travaillaient en Suède et au Danemark dans plusieurs banques ou sociétés financières, ont eu accès à des informations privilégiées qu'ils partageaient ensuite pour spéculer sur les cours. Outre les délits d'initiés, ils sont également poursuivis pour fraude fiscale.

### Avril 2009
- Mercredi 1er avril 2009 : le parlement adopte à une large majorité — 261 votes pour, 22 contre, 16 abstentions et 50 absents. — une loi permettant aux homosexuels de se marier civilement ou religieusement, législation qui entrera en vigueur dès le 1er mai. La Suède, déjà pionnière en matière de droit à l'adoption pour les couples homosexuels, va ainsi devenir l'un des premiers pays au monde avec la Norvège à autoriser la célébration de mariages homosexuels au sein d'une église majoritaire, l'Église luthérienne, séparée de l'État en 2000, et qui proposait déjà depuis janvier 2007 aux couples homosexuels une bénédiction de leur union[2].

- Mercredi 15 avril 2009 : le gouvernement centre-droit de Fredrik Reinfeldt annonce affecter 10 milliards de couronnes (924 millions d'euros) à la lutte contre le chômage destinée à des plans de formation, une augmentation de l'assurance-chômage et d'autres formes d'assistance aux demandeurs d'emploi. En 2008, le pays a connu un excédent budgétaire de 2,5 % mais s'attend à un déficit de 2,7 % en 2008.

- Vendredi 17 avril 2009 : les quatre responsables du forum internet The Pirate Bay — Gottfrid Svartholm Warg, Peter Sunde, Fredrik Neij, et Carl Lundstrom — permettant le partage de fichiers, sont condamnés pour infraction à la loi sur les droits d'auteur à une peine d'un an d'emprisonnement chacun. Ils ont aussi été condamnés à verser 30 millions de couronnes (2,75 millions d'euros) à plusieurs firmes du divertissement dont Warner Bros, Sony Music Entertainment, EMI et Columbia Pictures. Pirate Bay, qui compte plus de 22 millions d'utilisateurs dans le monde, fonctionne comme un moteur de recherche pour télécharger des films, de la musique et des jeux, mais sans en abriter aucun dans ses serveurs.

- Dimanche 19 avril 2009 : selon un sondage, près de la moitié des Suédois (47 %) se disent en faveur de l'adoption de l'euro et l'abandon de la couronne suédoise, contre 45 % d'opposants et 6 % d'indécis. Lors d'un référendum en septembre 2003, 56,1 % des Suédois avaient voté contre l'adoption de l'euro, et 41,8 % pour.

- Lundi 20 avril 2009 : l'éditeur de journaux gratuits, Metro International, affecté par le déclin du marché publicitaire, annonce un creusement de sa perte nette trimestrielle à 15,3 millions d'euros, et l'échec de discussions avec un repreneur potentiel entamées en février. Le chiffre d'affaires a plongé sur un an de 24 %, à 55,6 millions d'euros, notamment en raison de la fermeture des éditions de Metro en Espagne. Fin mars, Metro éditait 58 éditions dans plus de cent villes de dix-huit pays, en Europe, Asie, Amérique du Nord et du Sud.

- Mercredi 22 avril 2009 : le groupe Volvo, no 2 mondial des poids lourds, mais également des moteurs et des équipements de construction, annonce la suppression de 1 543 emplois supplémentaires dans plusieurs de ses usines en Suède, « en raison du fort déclin du marché mondial des poids-lourds ». Les sites concernés sont ceux de « Volvo Trucks, Volvo Construction Equipment, Volvo Penta et Volvo Powertrain ». En 2008, le groupe avait déjà annoncé la suppression de 5 800 emplois et la fin de 16 255 contrats d'intérimaires, consultants et permanents.

- Jeudi 23 avril 2009 : une polémique se développe sur l'implication du juge, Tomas Norström, qui a dernièrement présidé le procès des quatre responsables de Pirate Bay, dans un conflit d'intérêts en faveur de l'industrie du disque et du cinéma. Le juge serait membre de plusieurs associations de protection des droits d'auteurs aux côtés de représentants de l'industrie du disque et du cinéma, et de l'association suédoise pour la protection de la propriété industrielle (SFIR)[3].

### Juin 2009
- Mercredi 3 juin 2009 : la Société suédoise de gestion de l'énergie et des déchets nucléaires annonce la prochaine construction à Forsmark (près d'Östhammar à 200 kilomètres au nord de Stockholm), d'un des premiers sites de stockage ultramodernes et permanents de déchets nucléaires au monde, destiné à abriter des déchets pendant plus de 100 000 ans. Le chantier devrait débuter en 2016 et être inauguré entre 2022 et 2024. Enfouis à 500 mètres de profondeur dans un sol granitique, les déchets seront placés dans des coffres en cuivre[4].

- Mardi 23 juin 2009 : le géant du meuble Ikea annonce une progression prévisible de son chiffre d'affaires de 300 millions d'euros sur un an grâce à l'ouverture de nouveaux magasins, mais a procédé à la suppression de quelque 5 000 emplois.

### Juillet 2009
- Mercredi 1er juillet 2009 : la Suède succède à la République tchèque à la tête de l'Union européenne.

- Mardi 21 juillet 2009 : le groupe Volvo, n°2 mondial des poids-lourds, annonce sa troisième perte trimestrielle consécutive de 507 millions €. Le chiffre d'affaires du groupe a baissé de 32,7 % sur un an à 4,29 milliards €.

- Jeudi 23 juillet 2009 : deux ferries sont entrés en collision dans le port de Nynashamn (60 kilomètres au sud de Stockholm, faisant plusieurs blessés.

- Samedi 25 juillet 2009 : dans la soirée, un incendie dans un immeuble d'une banlieue de Stockholm a fait six morts, dont cinq enfants et adolescents, et deux blessés graves.

- Dimanche 26 juillet 2009 : aux Championnats du monde de natation à Rome, la Suédoise Sarah Sjöström a battu en demi-finales le record du monde du 100 m papillon dames en 56 s 44.